# Theresa Senff

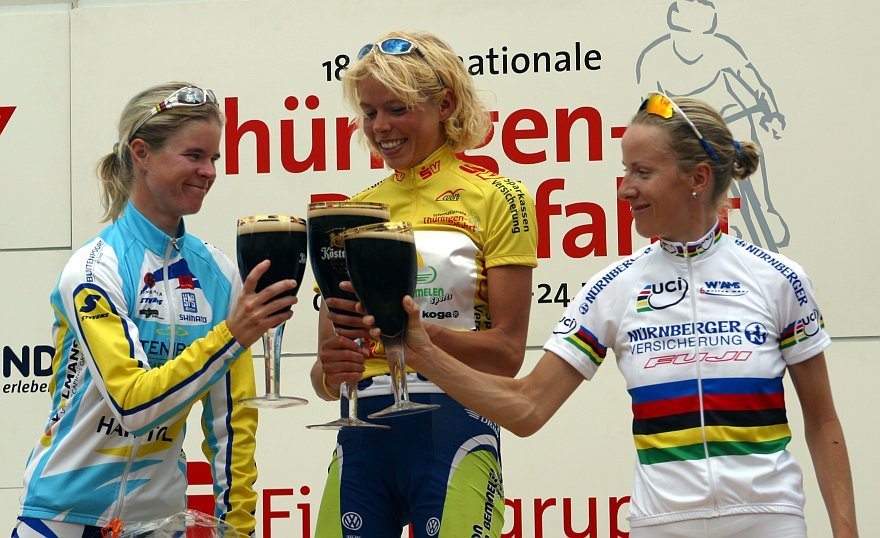
Theresa Senff (Mitte), Gesamtsiegerin der Thüringen-Rundfahrt 2005

Theresa Senff (* 2. Februar 1982 in Arnstadt) ist eine ehemalige deutsche Radrennfahrerin.
In der Jugend spielte Theresa Senff Basketball. Erst mit 18 Jahren wechselte sie zum Radsport. 2004 entschied sie die Gesamtwertung der Rad-Bundesliga für sich, und 2005 gewann sie die Internationale Thüringen-Rundfahrt der Frauen. 2006 siegte sie bei der Tour de Feminin – Krásná Lípa  in Tschechien und wurde Zweite bei den Deutschen Meisterschaften. 2008 beendete Theresa Senff ihre Karriere.

## Teams
- 2004 Team Euregio Egrensis
- 2005 BAA
- 2006 AA-Drink Cycling Team
- 2007 Team Getränke-Hoffmann
- 2008 AA-Drink Cycling Team